# Tumeochrysa issikii
Tumeochrysa issikii är en insektsart som först beskrevs av Shinji Kuwayama 1961.  Tumeochrysa issikii ingår i släktet Tumeochrysa och familjen guldögonsländor. Inga underarter finns listade i Catalogue of Life.